# Marsens
Marsens is een gemeente en plaats in het Zwitserse kanton Fribourg, en maakt deel uit van het district Gruyère.
Marsens telt 1446 inwoners.